# Communauté de communes Villeneuvois, Diège et Lot
La communauté de communes Villeneuvois, Diège et Lot est une ancienne communauté de communes française, située dans le département de l'Aveyron.

## Historique
Elle est créée le 20 novembre 2006.
Le 1er janvier 2017, elle fusionne avec la communauté de communes du canton de Najac et la communauté de communes du Villefranchois pour constituer la communauté de communes du Grand Villefranchois dont le siège est situé à Villefranche-de-Rouergue. La commune de Balaguier-d'Olt intègre quant à elle la Communauté de communes Grand-Figeac

## Territoire communautaire

### Composition
Elle était composée de 13 communes :
| Nom                  | Code Insee | Gentilé        | Superficie (km2) | Population (dernière pop. légale) | Densité (hab./km2) |
| -------------------- | ---------- | -------------- | ---------------- | --------------------------------- | ------------------ |
| Villeneuve (siège)   | 12301      | Villeneuvois   | 65,30            | 1 954 (2014)                      | 30                 |
| Ambeyrac             | 12007      | Ambairacois    | 11,24            | 179 (2014)                        | 16                 |
| Balaguier-d'Olt      | 12018      | Balaguiérois   | 10,84            | 154 (2014)                        | 14                 |
| La Capelle-Balaguier | 12053      | Capellois      | 13,36            | 303 (2014)                        | 23                 |
| Foissac              | 12104      | Foissacois     | 9,68             | 457 (2014)                        | 47                 |
| Montsalès            | 12158      | Montsalisiens  | 12,47            | 293 (2014)                        | 23                 |
| Naussac              | 12170      | Naussacois     | 14,70            | 363 (2014)                        | 25                 |
| Ols-et-Rinhodes      | 12175      | Olsois         | 10,82            | 157 (2014)                        | 15                 |
| Saint-Igest          | 12227      | Saint-Igestois | 11,72            | 200 (2014)                        | 17                 |
| Saint-Rémy           | 12242      | Saint-Rémyens  | 8,98             | 335 (2014)                        | 37                 |
| Sainte-Croix         | 12217      | Saint-Crussois | 25,88            | 725 (2014)                        | 28                 |
| Salles-Courbatiès    | 12252      | Courbatiésois  | 13,35            | 405 (2014)                        | 30                 |
| Saujac               | 12261      | Saujacois      | 12,23            | 129 (2014)                        | 11                 |